# FDGB-Pokal 1964/65
Zum 14. Mal wurde in der Saison 1964/65 der Fußball-FDGB-Pokal ausgetragen.
Der Pokalwettbewerb 1964/65 begann wie im Vorjahr mit einer Vorrunde, die am 1. August 1964 startete und nach territorialen Gesichtspunkten gelost wurde. An dieser nahmen aus der Saison 1963/64 die 30 Bezirkspokalfinalisten, 30 Mannschaften aus der DDR-Liga (ohne Staffelsieger) und die beiden Letzten der DDR-Oberliga teil.
Die 14 Oberliga-Teams, der aktuellen Saison, griffen in der 2. Hauptrunde am 1. November 1964 in den Wettbewerb ein. Motor Steinach, Dynamo Dresden und Dynamo Berlin schieden hier bereits aus. Im Achtelfinale war schon kein Bezirksvertreter mehr dabei, bis auf Chemie Halle schieden auch die noch verbliebenen DDR-Ligisten Vorwärts Cottbus, Vorwärts Neubrandenburg und Motor Dessau allesamt aus. Dessau erzwang im Ligaduell gegen Chemie Halle ein Wiederholungsspiel, das dann aber mit 3:0 verloren ging.
Während der letztjährige Pokalfinalist SC Leipzig bereits im Viertelfinale dem SC Motor Jena unterlag, erreichte der Pokalverteidiger SC Aufbau Magdeburg erneut das Finale. Zwei Viertelfinalspiele wurden erst nach Verlängerung entschieden. DDR-Ligist Chemie Halle rang der Oberligamannschaft von Motor Zwickau im Viertelfinale ein Wiederholungsspiel ab und gewann überraschend in Zwickau mit 2:0. Erst im Halbfinale wurde der Hallenser Höhenflug durch Motor Jena beendet.

## Vorrunde
Die Spiele fanden vom 1. August bis 4. September 1964 statt, wobei der 2. August Hauptspieltag war.
|                                  | Ergebnis  |                                  |
| -------------------------------- | --------- | -------------------------------- |
| BSG Chemie Bitterfeld *          | 0:3       | SC Chemie Halle                  |
| BSG Aufbau Jüterbog **           | 3:2 n. V. | TSC Berlin                       |
| BSG Aktivist Laubusch *          | 0:1       | SC Cottbus                       |
| BSG Lokomotive Frankfurt/Oder *  | 3:3 n. V. | BSG Stahl Eisenhüttenstadt       |
| SG Dynamo Adlershof *            | 0:2       | BSG Motor Dessau                 |
| BSG Motor Hennigsdorf *          | 3:4 n. V. | SC Potsdam                       |
| BSG CM Veritas Wittenberge **    | (1)       | SG Dynamo Schwerin               |
| BSG Lokomotive Wittenberge *     | 0:2       | BSG Turbine Magdeburg            |
| TSG Wismar *                     | 4:3       | ASG Vorwärts Rostock-Gehlsdorf   |
| BSG Einheit Gersdorf **          | 1:4 n. V. | SG Dynamo Hohenschönhausen       |
| SG Adlershof **                  | 0:1       | BSG Motor Köpenick               |
| BSG Traktor Lassan **            | 2:3       | BSG Motor Wolgast                |
| BSG Stahl Finow **               | 2:2 n. V. | SC Frankfurt/Oder                |
| BSG Einheit Breitenbach *        | 0:5       | SC Turbine Erfurt                |
| BSG Fortschritt Apolda **        | 1:1 n. V. | BSG Motor Weimar                 |
| ZSG Seifhennersdorf **           | 1:3       | SC Einheit Dresden               |
| BSG Rotation Blankenstein **     | 0:1 n. V. | BSG Wismut Gera                  |
| SG Dynamo Dresden II *           | 4:4 n. V. | BSG Stahl Riesa                  |
| BSG Empor Wurzen *               | 2:3       | BSG Fortschritt Weißenfels       |
| ASG Vorwärts Beetzendorf **      | 1:4       | SG Dynamo Eisleben               |
| BSG Wismut Gera II *             | 1:5       | BSG Aktivist „Karl Marx“ Zwickau |
| BSG Einheit Reichenbach *        | 3:1       | BSG Motor West Karl-Marx-Stadt   |
| BSG Fortschritt Spremberg **     | 2:3       | BSG Motor Bautzen                |
| BSG Motor Oberlind *             | 1:8       | ASG Vorwärts Leipzig             |
| BSG Motor Breitungen (2)         | 0:2       | BSG Motor Eisenach               |
| BSG Aktivist Zwenkau **          | 0:1       | BSG Chemie Zeitz                 |
| BSG Lokomotive Halberstadt *     | 7:0       | BSG Stahl MK Eisleben            |
| SG Dynamo Eisleben II **         | 0:2       | BSG Chemie Wolfen                |
| BSG Demminer Verkehrsbetriebe ** | 2:3 n. V. | BSG Einheit Greifswald           |
| BSG Empor Neustrelitz *          | 0:7       | ASG Vorwärts Neubrandenburg      |

Durch ein Freilos zogen die ASG Vorwärts Cottbus und die BSG Stahl Lippendorf direkt in die 1. Hauptrunde ein.

### Wiederholungsspiele
Die Spiele fanden am 5. August 1964 statt.
|                            | Ergebnis |                                 |
| -------------------------- | -------- | ------------------------------- |
| BSG Stahl Eisenhüttenstadt | 6:1      | BSG Lokomotive Frankfurt/Oder * |
| SC Frankfurt/Oder          | 6:1      | BSG Stahl Finow **              |
| BSG Motor Weimar           | 1:0      | BSG Fortschritt Apolda **       |
| BSG Stahl Riesa            | 5:1      | SG Dynamo Dresden II *          |

## 1. Hauptrunde
Die Spiele fanden am 20. September und am 28. Oktober 1964 statt.
|                                  | Ergebnis  |                              |
| -------------------------------- | --------- | ---------------------------- |
| SC Cottbus                       | 2:0       | BSG Aufbau Jüterbog **       |
| BSG Motor Bautzen                | 1:2       | ASG Vorwärts Cottbus         |
| ASG Vorwärts Leipzig             | 1:0 n. V. | BSG Stahl Lippendorf         |
| BSG Motor Wolgast                | 2:4       | TSG Wismar *                 |
| BSG Aktivist „Karl Marx“ Zwickau | 3:0       | BSG Einheit Reichenbach *    |
| SG Dynamo Hohenschönhausen       | 0:1       | BSG Lokomotive Halberstadt * |
| BSG Motor Dessau                 | 7:1       | SC Frankfurt/Oder            |
| SG Dynamo Eisleben               | 1:0       | SC Turbine Erfurt            |
| BSG Stahl Riesa                  | 5:0       | BSG Stahl Eisenhüttenstadt   |
| BSG Chemie Wolfen                | 0:0 n. V. | BSG Motor Köpenick           |
| BSG Einheit Greifswald           | 0:3       | ASG Vorwärts Neubrandenburg  |
| BSG Motor Eisenach               | 2:1       | BSG Motor Weimar             |
| BSG Fortschritt Weißenfels       | 1:3       | SC Chemie Halle              |
| BSG Wismut Gera                  | 2:1       | SC Einheit Dresden           |
| BSG Chemie Zeitz                 | 3:2       | SC Potsdam                   |
| SG Dynamo Schwerin               | 0:1       | BSG Turbine Magdeburg        |

### Wiederholungsspiel
Das Spiel fand am 23. September 1964 statt.
|                    | Ergebnis |                   |
| ------------------ | -------- | ----------------- |
| BSG Motor Köpenick | 2:0      | BSG Chemie Wolfen |

## 2. Hauptrunde
Die Spiele fanden vom 31. Oktober bis 1. November 1964 statt.
|                                  | Ergebnis  |                        |
| -------------------------------- | --------- | ---------------------- |
| SC Cottbus                       | 0:2       | SC Neubrandenburg      |
| ASG Vorwärts Cottbus             | 2:1       | SG Dynamo Dresden      |
| ASG Vorwärts Leipzig             | 0:4       | SC Leipzig             |
| TSG Wismar *                     | 0:2       | SC Empor Rostock       |
| BSG Aktivist „Karl Marx“ Zwickau | 1:1 n. V. | BSG Wismut Aue         |
| BSG Lokomotive Halberstadt *     | 1:2 n. V. | SC Karl-Marx-Stadt     |
| BSG Turbine Magdeburg            | 0:1       | BSG Motor Dessau       |
| SG Dynamo Eisleben               | 2:3       | BSG Lokomotive Stendal |
| BSG Motor Köpenick               | 1:1 n. V. | ASK Vorwärts Berlin    |
| ASG Vorwärts Neubrandenburg      | 1:0 n. V. | SC Dynamo Berlin       |
| BSG Stahl Riesa                  | 0:1       | BSG Chemie Leipzig     |
| BSG Motor Eisenach               | 0:0 n. V. | SC Motor Jena          |
| SC Chemie Halle                  | 6:0       | BSG Motor Steinach     |
| BSG Wismut Gera                  | 1:2       | SC Aufbau Magdeburg    |
| BSG Chemie Zeitz                 | 2:3       | BSG Motor Zwickau      |

### Wiederholungsspiele
Die Spiele fanden am 4. November und am 11. November 1964 statt.
|                         | Ergebnis  |                                  |
| ----------------------- | --------- | -------------------------------- |
| BSG Wismut Aue          | 6:1       | BSG Aktivist „Karl Marx“ Zwickau |
| ASK Vorwärts Berlin (3) | 0:0 n. V. | BSG Motor Köpenick               |
| SC Motor Jena           | 3:0       | BSG Motor Eisenach               |

## Achtelfinale
Die Spiele fanden vom 19. bis 20. Dezember 1964 statt.
|                        | Ergebnis  |                             |
| ---------------------- | --------- | --------------------------- |
| BSG Lokomotive Stendal | 2:5       | BSG Wismut Aue              |
| BSG Chemie Leipzig     | 3:1       | ASK Vorwärts Berlin         |
| BSG Motor Dessau       | 2:2 n. V. | SC Chemie Halle             |
| SC Empor Rostock       | 0:1       | SC Motor Jena               |
| SC Neubrandenburg      | 1:1 n. V. | SC Aufbau Magdeburg         |
| SC Leipzig             | 5:2       | ASG Vorwärts Neubrandenburg |
| BSG Motor Zwickau      | 3:1       | ASG Vorwärts Cottbus        |

Durch ein Freilos zog der SC Karl-Marx-Stadt direkt in das Viertelfinale ein.

### Wiederholungsspiele
Die Spiele fanden am 23. Dezember 1964 statt.
|                     | Ergebnis |                   |
| ------------------- | -------- | ----------------- |
| SC Chemie Halle     | 3:0      | BSG Motor Dessau  |
| SC Aufbau Magdeburg | 2:0      | SC Neubrandenburg |

## Viertelfinale
Die Spiele fanden am 31. März 1965 statt.
|                    | Ergebnis  |                     |
| ------------------ | --------- | ------------------- |
| BSG Wismut Aue     | 1:0       | BSG Chemie Leipzig  |
| SC Motor Jena      | 3:1       | SC Leipzig          |
| SC Karl-Marx-Stadt | 2:4 n. V. | SC Aufbau Magdeburg |
| SC Chemie Halle    | 0:0 n. V. | BSG Motor Zwickau   |

### Wiederholungsspiel
Das Spiel fand am 7. April 1965 statt.
|                   | Ergebnis |                 |
| ----------------- | -------- | --------------- |
| BSG Motor Zwickau | 0:2      | SC Chemie Halle |

## Halbfinale
Die Spiele fanden am 2. Mai 1965 statt.
|                     | Ergebnis  |                |
| ------------------- | --------- | -------------- |
| SC Aufbau Magdeburg | 4:2 n. V. | BSG Wismut Aue |
| SC Chemie Halle     | 0:1       | SC Motor Jena  |

## Finale

### Statistik
| Paarung                   | SC Aufbau Magdeburg – SC Motor Jena |
| Ergebnis                  | 2:1 (0:0) |
| Datum                     | Samstag, 8. Mai 1965 um 12.10 Uhr |
| Stadion                   | Friedrich-Ludwig-Jahn-Sportpark, Ost-Berlin |
| Zuschauer                 | 25.000 |
| Schiedsrichter            | Wolfgang Riedel (Falkensee) |
| Schiedsrichterassistenten | Fritz Köpcke (Wusterhausen/Dosse), Heinz Einbeck (Ost-Berlin) |
| Tore                      | 0:1 Müller (66.) 1:1 Walter (82.) 2:1 Hirschmann (89., Foulstrafstoß) |
| SC Aufbau Magdeburg       | Wolfgang Blochwitz – Reiner Wiedemann, Günter Fronzeck, Manfred Zapf – Günter Kubisch, Ingolf Ruhloff – Hermann Stöcker, Günter Hirschmann , Joachim Walter, Wolfgang Seguin, Wilfried Klingbiel Cheftrainer: Ernst Kümmel |
| SC Motor Jena             | Harald Fritzsche – Dieter Stricksner, Peter Rock, Siegfried Woitzat – Heinz Hergert, Heinz Marx – Rainer Knobloch, Helmut Müller, Peter Ducke, Dieter Lange, Roland Ducke Cheftrainer: Georg Buschner                      |

### Spielverlauf
Im 14. Pokalendspiel standen sich der Pokalverteidiger und aktueller Tabellensiebter SC Aufbau Magdeburg und der derzeitige Tabellenzweite SC Motor Jena gegenüber. Aufgrund des Meisterschaftsverlaufes sahen die Experten die Jenaer in der Favoritenrolle. Diese Prognose widerlegten beide Mannschaften von Beginn an. Während die Magdeburger sofort die Initiative ergriffen und einen wahren Sturmlauf entfachten, gelang es den Thüringern nicht, ihr gewohntes Kombinationsspiel durchzusetzen. Sichtlich beeindruckt von der Magdeburger Offensive zog sich Jena weit zurück, wirkte nervös und zaudernd, Fehlpässe häuften sich. Auf der anderen Seite hatte Magdeburg Torchancen zuhauf, Klingbiel und vor allem der quirlige Walter brachten Jenas Abwehr ein ums andere Mal in höchste Bedrängnis. Doch noch war alles zu hastig, auch in den Magdeburger Reihen herrschte Nervosität vor. Nachdem bis zum Pausenpfiff kein Tor gefallen war, riss auch zu Beginn der zweiten Spielhälfte der Pokalverteidiger das Spiel wieder an sich. Im Minutentakt hatte Stöcker die besten Torchancen, doch ein Tor wollte nicht fallen. Dann in der 66. das völlig überraschende Tor der Jenaer: Lange spielte Zapf aus und konnte eine Flanke in den Magdeburger Strafraum schlagen. Müller stürmte auf der linken Seite heran und schlug den Ball mit einem Direktschuss in das lange Eck. Magdeburgs Trainer Kümmel reagierte sofort, schickte seinen rechten Verteidiger Wiedemann anstelle des ausgelaugten Hirschmann in den Sturm und feuerte seine Mannschaft an, alles weiter auf Angriff zu setzen. Auf der anderen Seite versuchten die Jenaer ihre Führung über die Zeit zu bringen, ließen sich weiter in die Defensive drängen. Letztlich wurde Magdeburgs Initiative belohnt, wenn auch durch zwei umstrittene Tore: In der 82. Minute nutzte Magdeburgs Walter ein Missverständnis zwischen dem Jenaer Verteidiger Stricksner und seinem Torwart Fritzsche und erzielte per Kopf den Ausgleich. Die meisten Experten sahen hier eine Abseitsstellung. In der letzten Spielminute missglückte dem Jenaer Marx eine Abwehraktion im Strafraum, statt des Balls traf er das Knie des Magdeburger Stürmers Stöcker. Den Strafstoß verwandelte Hirschmann mit einem Flachschuss. Die Jenaer reklamierten umsonst, Marx hätte den Ball gespielt. Während die Magdeburger ihren schließlich doch überraschenden Sieg und die erfolgreiche Titelverteidigung feierten, haderte Jena mit dem Schiedsrichter und der eigenen unbefriedigenden Leistung. Der DFV-Vizepräsident Günter Schneider resümierte abschließend: „Ich bin enttäuscht von diesem Spiel. Die Jenaer können doch viel mehr. Magdeburg muss man für die Kampfmoral Achtung zollen. Alles in allem war das aber leider keine Werbung für den Fußball.“ (Deutsches Sportecho 10. Mai 1965)